# Мартін Фрідек (1969)
Мартін Фрідек (чеськ. Martin Frýdek, нар. 9 березня 1969, Градець-Кралове) — чеський футболіст, що грав на позиції півзахисника. По завершенні ігрової кар'єри — тренер.
На батьківщині найбільших досягнень здобув виступаючи за «Спарту» (Прага), з якою виграв ряд національних трофеїв, а також грав за німецькі клуби «Баєр 04» та «Дуйсбург». Крім того виступаючи за національну збірну Чехії став віце-чемпіоном Європи та срібним призером Кубка конфедерацій.

## Клубна кар'єра
Народився 9 березня 1969 року в місті Градець-Кралове. Вихованець футбольної школи клубу «Спартак» з рідного міста. У дорослому футболі дебютував виступами за нижчолігові команди «Агро» (Колін) та «Карлові Вари».
Своєю грою за останню команду привернув увагу представників тренерського штабу клубу «Спарта» (Прага), до складу якого приєднався 1990 року. Відіграв за празьку команду наступні сім сезонів своєї ігрової кар'єри. Більшість часу, проведеного у складі «Спарти», був основним гравцем команди. За цей час двічі виборював титул чемпіона Чехословаччини, а після розпаду держави ще тричі став чемпіоном Чехії. Також по разу виграв з командою кубок Чехословаччини та Чехії, доходив до півфіналу Кубка європейських чемпіонів та чвертьфіналу Кубка володарів кубків.
Влітку 1997 року уклав контракт з німецьким клубом «Баєр 04», однак у складі нового клубу не закріпився, відігравши лише 10 ігор у рамках першості Бундесліги. Через це після закінчення сезону 1997/98 чех перейшов до іншої місцевої команди, «Дуйсбурга», але й там не закріпився, відігравши всього 5 матчів.
У 1999 році повернувся до Чехії до «Тепліце». Граючи у цій команді здебільшого виходив на поле в основному складі команди.
Згодом з 2001 по 2005 рік грав у складі нижчолігових команд «Ксаверов» та «Семіце», а завершив ігрову кар'єру у команді «Дукла» (Прага), за яку виступав протягом 2005 року.

## Виступи за збірні
27 березня 1991 року дебютував в офіційних матчах у складі національної збірної Чехословаччини в товариському матчі проти збірної Польщі (4:0). За збірну Чехословаччини провів 8 ігор, а з 1994 року почав виступати за збірну Чехії, за яку дебютував 23 лютого в товариській грі проти Туреччини (4:1).
У складі збірної був учасником чемпіонату Європи 1996 року в Англії, де разом з командою здобув «срібло», але зіграв лише в одному матчі групового етапу з Німеччиною (0:2). Наступного року взяв участь у розіграші Кубка конфедерацій 1997 року у Саудівській Аравії, на якому команда здобула бронзові нагороди. Там Фрідек також зіграв один матч — 15 грудня проти Уругваю (1:2), який став останнім для півзахисника за збірну.
Загалом протягом кар'єри в чеській національній команді, яка тривала 3 роки, провів у її формі 29 матчів, забивши 4 голи.

## Кар'єра тренера
Розпочав тренерську кар'єру, ще продовжуючи грати на полі, 2004 року, очоливши тренерський штаб клубу «Колін» у 3-му дивізіоні, але команда вилетіла, і йому не запропонували новий контракт. З 2005 року — тренер молодіжної команди празької «Спарти», де працював до 2012 року
Влітку 2012 року став головним тренером команди «Граффін» (Влашим), який грав у Другій лізі. Він залишив свій пост у квітні 2013, коли клуб був на п'ять очок вище зони вильоту, його замінив колишній одноклубник Міхал Горняк.
Влітку 2016 року очолив клуб Третьої ліги «Локо Влтавін», головним тренером якого Мартін Фрідек був до кінця 2020 року.
З травня 2021 року Фрідек став головним тренером аматорського клубу «Чеський Брод».

## Титули і досягнення
- Чемпіон Чехословаччини (2):

«Спарта» (Прага): 1990/91, 1992/93
- Чемпіон Чехії (3):

«Спарта» (Прага): 1993/94, 1994/95, 1996/97
- Володар Кубка Чехословаччини (1):

«Спарта» (Прага): 1991/92
- Володар Кубка Чехії (1):

«Спарта» (Прага): 1995/96

## Особисте життя
Його син Мартін також став професіональним футболістом і грав за «Спарту» та збірну Чехії.